# Анткив, Зиновий-Богдан Богданович
Зиновий-Богдан Богданович Анткив (укр. Зиновій-Богдан Богданович Антків, 6 апреля 1942, Остров — 13 мая 2009, Киев) — украинский хоровой дирижёр. Народный артист Украинской ССР (1991). Кавалер Ордена «За заслуги» III степени (1999).
Сын Анткива Богдана Михайловича. В 1959—1961 годах учился в Тернопольском музыкальном училище. Окончил Львовскую консерваторию (1969 , класс Николая Колессы). В 1969—1984 годы — хормейстер капеллы «Думка», с 1984 — художественный руководитель, дирижёр, главный дирижёр Государственной мужской хоровой капеллы им. Л. Ревуцкого (Киев).
С 1984 по 2009 годы был неизменным дирижёром Государственной академической мужской хоровой капеллы Украины им. Ревуцкого. При хоре в 1989 году создал ансамбль «Боян» и юношеский хор. С этими коллективами гастролировал в разных странах, участвовал в международных фестивалях, записывал компакт-диски народной и духовной музыки.
Похоронен в городе Вишнёвое под Киевом.